# Hermann Anschütz
Hermann Anschütz (12 de octubre de 1802 – 30 de agosto de 1880) fue un pintor alemán y profesor de la Real Academia de Bellas Artes de Múnich. Está asociado con la escuela de pintura de Düsseldorf .
Anschütz nació en Coblenza. Su padre, Joseph Andreas Anschütz, era un eminente músico y estaba a cargo de una escuela de instrucción vocal e instrumental. Su hermano menor, Karl Anschütz, fue un afamado director de ópera en Estados Unidos.
Vivió en Promenade Straße 1 en Munich alrededor de 1850.  Murió en Munich, donde fue enterrado en el Antiguo Cementerio del Sur (Alter Südfriedhof).